# Belogradeț, Varna
Belogradeț (în bulgară Белоградец) este un sat în comuna Vetrino, regiunea Varna,  Bulgaria. 

## Demografie
Componența etnică a satului Belogradeț
     Bulgari (21,85%)
     Romi (1,5%)
     Turci (53,28%)
     Nicio identificare (21,29%)
     Altele (2,05%)
La recensământul din 2011, populația satului Belogradeț era de 1.263 locuitori. Din punct de vedere etnic, majoritatea locuitorilor (53,28%) erau turci, existând și minorități de bulgari (21,85%) și romi (1,5%). Pentru 21,29% din locuitori nu este cunoscută apartenența etnică.